# J. Neely Johnson
John Neely Johnson (2 de Agosto de 1825 – 31 de Agosto de 1872) foi um advogado e político americano. Foi eleito o quarto governador da Califórnia de 1856 até 1858 e mais tarde nomeado juiz da Suprema Corte de Nevada de 1867 até 1871. Como membro do Partido Sabe Nada, Johnson continua sendo um dos únicos três membros de um terceiro partido a ser eleito para o governo da Califórnia (os outros são Frederick Low, do Partido União Nacional e Hiram Johnson, do Partido Progressista).

## Biografia
Nascido na região rural do Condado de Gibson, Indiana, Johnson nunca frequentou uma Universidade; enquanto nasceu em uma família proeminente, seus planos para seus estudos foram frustrados pelos efeitos econômicos do Pânico de 1837. Era aprendiz numa gráfica antes de mudar-se para Iowa para trabalhar com um advogado e foi aceito na Ordem de Iowa. Em Julho de 1849, Johnson partiu de Iowa para a Corrida do ouro na Califórnia, onde se empregou brevemente como garimpeiro e, mais tarde, como motorista de carroça. Johnson reiniciou sua carreira em direito em Sacramento, Califórnia, fundando uma advocacia com Ferris Forman, e foi eleito como Procurador-Geral da Cidade de Sacramento em 1850. Depois de dois anos no escritório do Procurador-Geral da Cidade, Johnson iniciou sua carreira política concorrendo pelo Partido Whig nas eleições de 1852, na qual Johnson foi eleito para a Assembleia do Estado da Califórnia como um dos quatro membros representando Sacramento.
Durante seu período na Assembleia, Johnson quase quebrou o nariz de um editor local depois de acusar o editor de escrever um artigo ofensivo sobre ele. O editor apontou uma pistola para Johnson, mas foi abordado pelos curiosos antes que pudesse disparar.
Em 1854, as alas estaduais e federais do Partido Whig estavam à beira do colapso devido às divergências partidárias sobre o Ato de Kansas-Nebraska. Após essa divergência, Johnson juntou-se ao nativista Partido Americano, conhecido popularmente como Sabe Nada.
Nas eleições gerais de 1855, o Partido Sabe Nada esperava aproveitar a desestruturação do partido Whig, as divergências internas Democratas e o crescente sentimento anti-imigrante e anti-católico. O partido nomeou o Deputado Johnson como candidato a governador. Johnson concorreu contra John Bigler, com Johnson assegurando o governo por uma margem confortável. Johnson foi descrito como "o homem mais surpreendido do estado" ao ouvir sua eleição. Junto com o governo, os Sabe Nada também receberam conquistas consideráveis na Câmara do Estado da Califórnia, bem como eleições para todos os outros cargos executivos importantes do estado, incluindo os cargos de Vice-Governador (Robert M. Anderson), Procurador-Geral (William T. Wallace), Tesoureiro (Henry Bates) e Auditor (George W. Whitman).

## Governador
Johnson foi empossado como o quarto governador da Califórnia no dia 9 de Janeiro de 1856. Aos 30 anos, Johnson é o governador mais jovem da história da Califórnia. Johnson herdou uma dívida pública crescente do governo Bigler e planejou reduzir os gastos do governo para reduzir o déficit. No início de seu governo, Johnson concordou com a legislação criada pelo Deputado Horace Hawes, de São Francisco, para unir a cidade e o Condado de São Francisco como uma entidade única para combater a extensa corrupção e a ilegalidade. O resultado da legislação aprovada por Johnson foi o Ato de Consolidação de 1856, que unificou os governos municipal e do condado, além de separar a parte sul de São Francisco para depois tornar-se o Condado de San Mateo.

### O Comitê Vigilante

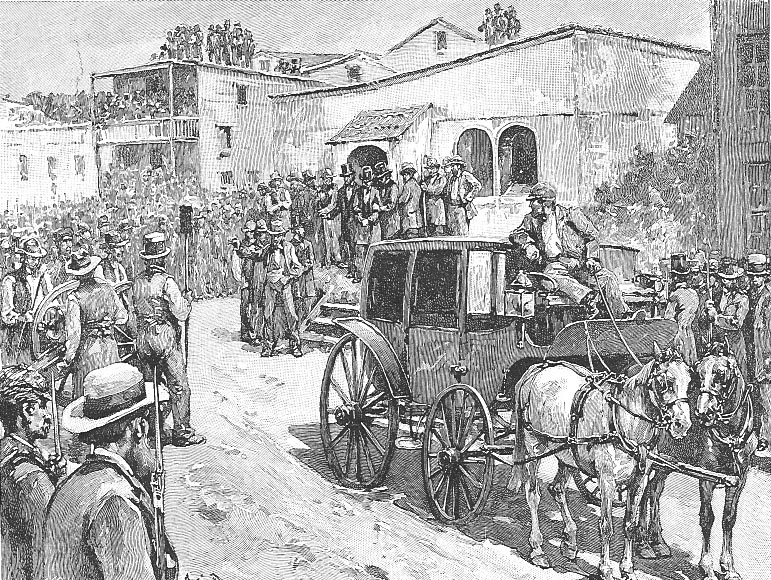
Uma litogravura representando James Casey e Charles Cora sendo presos por membros armados do Comitê de Vigilantes

Desde o início da década de 1850, as tensões dentro dos grupos políticos de São Francisco às vezes irromperam em violência. Em 1851, cidadãos armados formaram o Movimento de Vigilância de São Francisco para corrigir os erros que consideravam cometidos ou protegidos pelo governo municipal. Os vigilantes lincharam dois criminosos presos nas prisões da cidade. O Governador John McDougall, condenou as ações dos vigilantes, mas não conseguiu detê-los porque as forças policiais do estado eram muito fracas.
A desconfiança das autoridades da cidade emergiu no dia 14 de Maio de 1856, quando James King of William, editor do San Francisco Bulletin e grande crítico de autoridades corruptas, foi mortalmente ferido por James P. Casey, um suposto estofador de urnas e político da cidade. Quando Casey estava sob custódia da polícia de São Francisco, William Tell Coleman, líder do Comitê Vigilante de 1851 e outro grande crítico das autoridades municipais, pediu a formação de outro Comitê de Vigilantes. Os Vigilantes ergueram uma barricada ao longo da Sacramento Street para expulsar os oficiais da cidade por removê-los. Depois de uma semana, os Vigilantes marcharam na prisão da cidade e derrotaram seus guardas para prender Casey, junto com outro criminoso: Charles Cora, que havia matado um delegado dos EUA no ano anterior.
Johnson viajou de São Francisco para Sacramento, juntamente com seu irmão William e o recém-comissário chefe da Milícia da Califórnia, o Major-General William Tecumseh Sherman, para se encontrar com os líderes do Comitê Vigilante. Sherman lembrou em sua Biografia de 1875 que Johnson confrontava Coleman e outros líderes Vigilantes em sua sede improvisada e exclamava, "Coleman, o que está acontencedo aqui?" Coleman respondeu que os São Franciscanos "estavam cansados disso e não tinham fé nos oficiais da lei". Depois que as negociações pessoais entre o Governador Johnson e os Vigilantes sobre a transferência dos criminosos para a polícia estadual falharam, Johnson observava impotente quando Casey e Cora foram enforcados pelos Vigilantes no dia 20 de Maio.

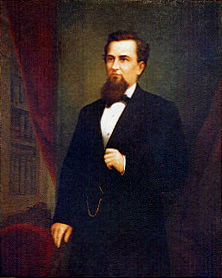
Retrato de Johnson por William F. Cogswell

Johnson voltou a Sacramento com os Vigilantes recusando-se a dispersar-se, alegando que eram os responsáveis legais de São Francisco. Com os departamentos de polícia e xerife da cidade em menor número e tentando estabelecer uma presença armada nas ruas, o Prefeito James Van Ness pediu a Johnson por assistência militar. Johnson respondeu instruindo o General Sherman a chamar a Milícia da Califórnia para São Francisco no dia 2 de Junho e emitiu uma proclamação governamental declarando São Francisco em estado de insurreição no dia seguinte. A proclamação de Johnson, como a de McDougall, foi difícil de aplicar. Johnson havia instruído a Milícia da Califórnia a impor a lei marcial, mas sem armas adequadas, a Milícia precisava de mais equipamentos para serem fornecidos pelas forças federais. Johnson ordenou que John E. Wool, do Departamento do Pacífico do Exército dos Estados Unidos, com sede na Benicia, enviasse armas para a milícia do estado. O General Wool recusou, alegando que o governador não tinha autoridade para usar armas de soldados federais porque esse direito era exclusivo do Presidente. Johnson e Sherman ficaram furiosos com a recusa do General Wool em emprestar armas para as forças da milícia do estado: Sherman renunciou de sua comissão militar, prometendo nunca mais voltar à política da Califórnia. Enquanto isso, a Milícia da Califórnia, sob o comando do Major-General Volney E. Howard, continuou a reunir armas, mas sofreu um grande revés no dia 21 de Junho de 1856, quando os Vigilantes apreenderam a escuna de armas Julia.
Os Vigilantes ficaram com as autoridades policiais de São Francisco até Agosto de 1856. Os Vigilantes prenderam o Juiz David S. Terry, da Suprema Corte da Califórnia, por esfaquear um membro Vigilante e enforcar mais duas pessoas. O Governador Johnson revogou sua proclamação sobre a insurreição de São Francisco no dia 3 de Novembro.

### Resto do mandato
A Crise Vigilante no verão de 1856 ofuscou o resto do mandato de Johnson. Apesar do fato de que uma grande parte da Assembleia Legislativa era composta de membros do partido Sabe Nada, Johnson vetou um projeto de lei devido à sua "grafia incorreta, pontuação inadequada e rasuras". Johnson também aprovou fundos para construir o futuro Capitólio Estadual da Califórnia. Em 1857, os Sabe Nadas estavam frustrados com a incapacidade de Johnson de lidar com os Vigilantes de São Francisco. Durante a convenção do Partido Americano daquele ano, Johnson perdeu a indicação do partido para o governo para George W. Bowie. Bowie seria derrotado pelo Democrata Lecompton John B. Weller. Pouco depois, o Partido Americano deixou de ser uma grande força política na Califórnia e em outras partes dos Estados Unidos e foram absorvidos pelo Partido Republicano e por grupos do Partido Democrata.

## Nevada

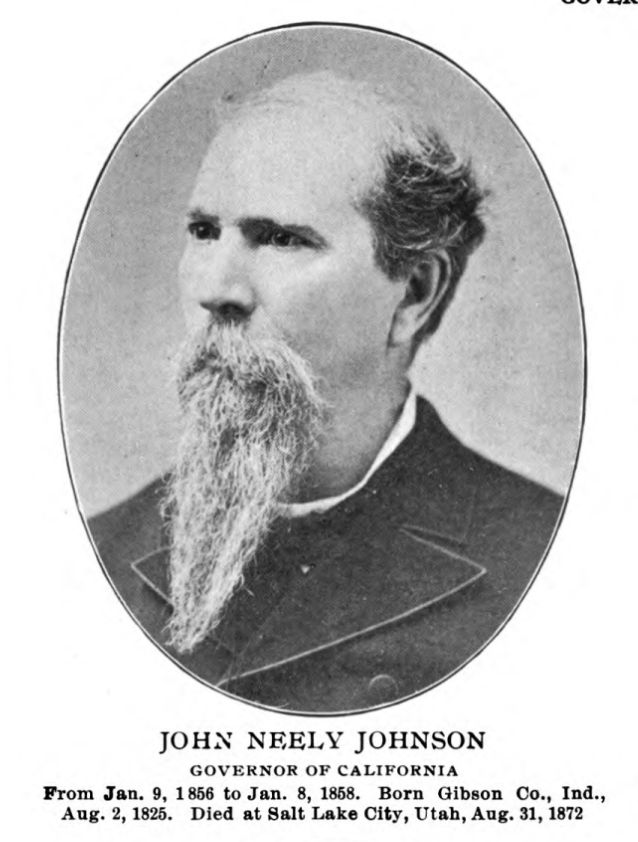
Johnson, governador da Califórnia.

Frustrado com seu mandato no governo da Califórnia e ansioso por um novo começo político, Johnson mudou-se para o Território de Utah, que incluía o Território de Nevada naquela época, antes da formação do Território de Nevada da parte Ocidental do Território de Utah em 1861. Em 1863, Johnson foi eleito para a Convenção Constitucional de Nevada em Carson City. No ano seguinte, o ex-governador foi eleito Presidente da Convenção. Nevada foi aceito como um estado dos EUA no dia 31 de Outubro de 1864.
Em 1867, o governador de Nevada, Henry G. Blasdel, nomeou Johnson para a Suprema Corte de Nevada. Johnson exerceria até 1871. Depois de deixar a suprema corte em 1871, a saúde de Johnson piorou. Morreu em Salt Lake City no dia 31 de Agosto de 1872.